# Hyles livornicoides
Pour les articles homonymes, voir Vespertilio (homonymie).
Espèce
Hyles livornicoides est une espèce de lépidoptères appartenant à la famille des sphingidés, sous-famille des Macroglossinae, à la tribu des Macroglossini, à la sous-tribu des Choerocampina, et au genre Hyles. L'espèce est endémique du continent Australien.

## Description
- Envergure du mâle : 60 mm.

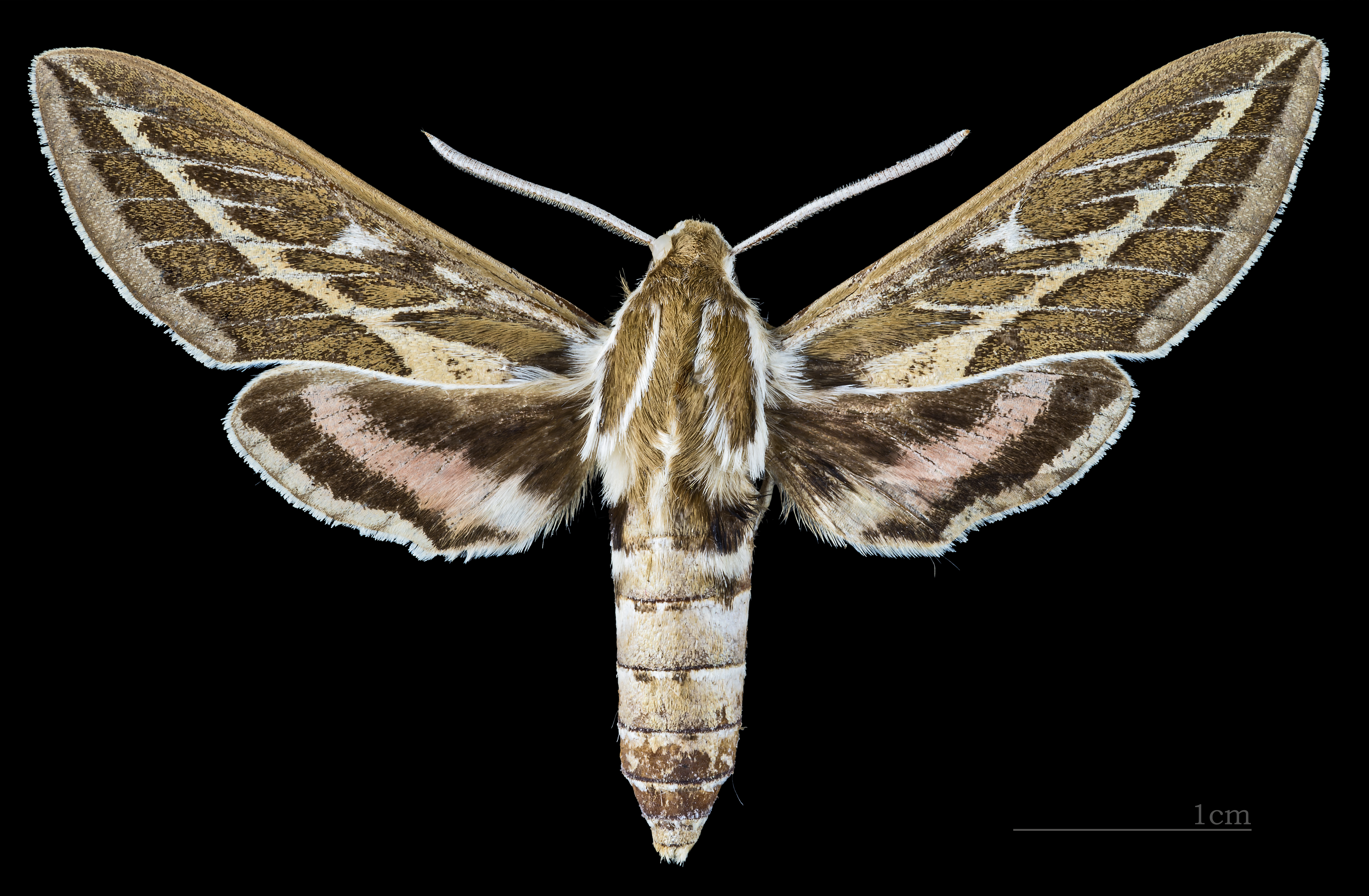
Face dorsale du mâle MHNT
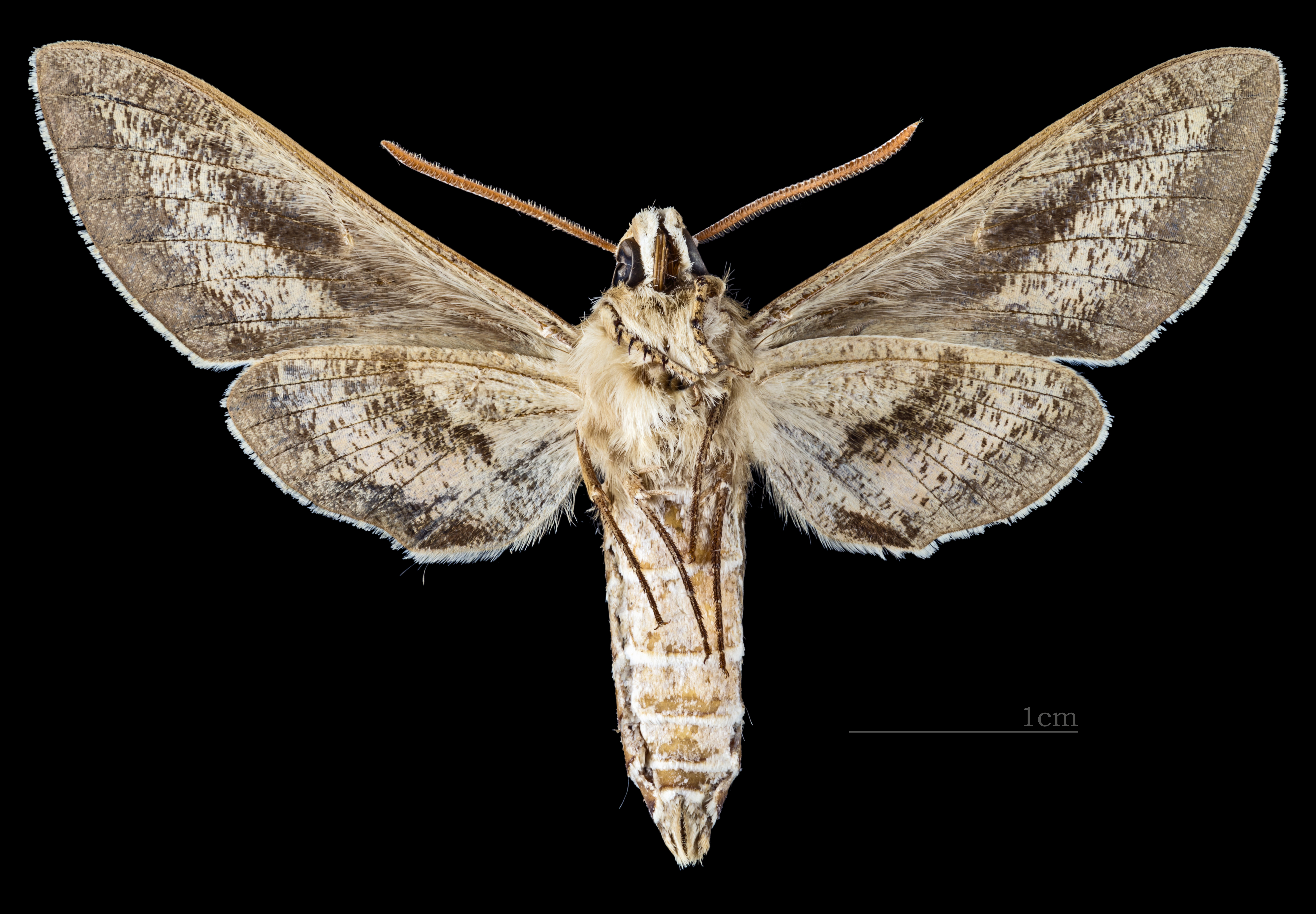
Revers du mâle MHNT
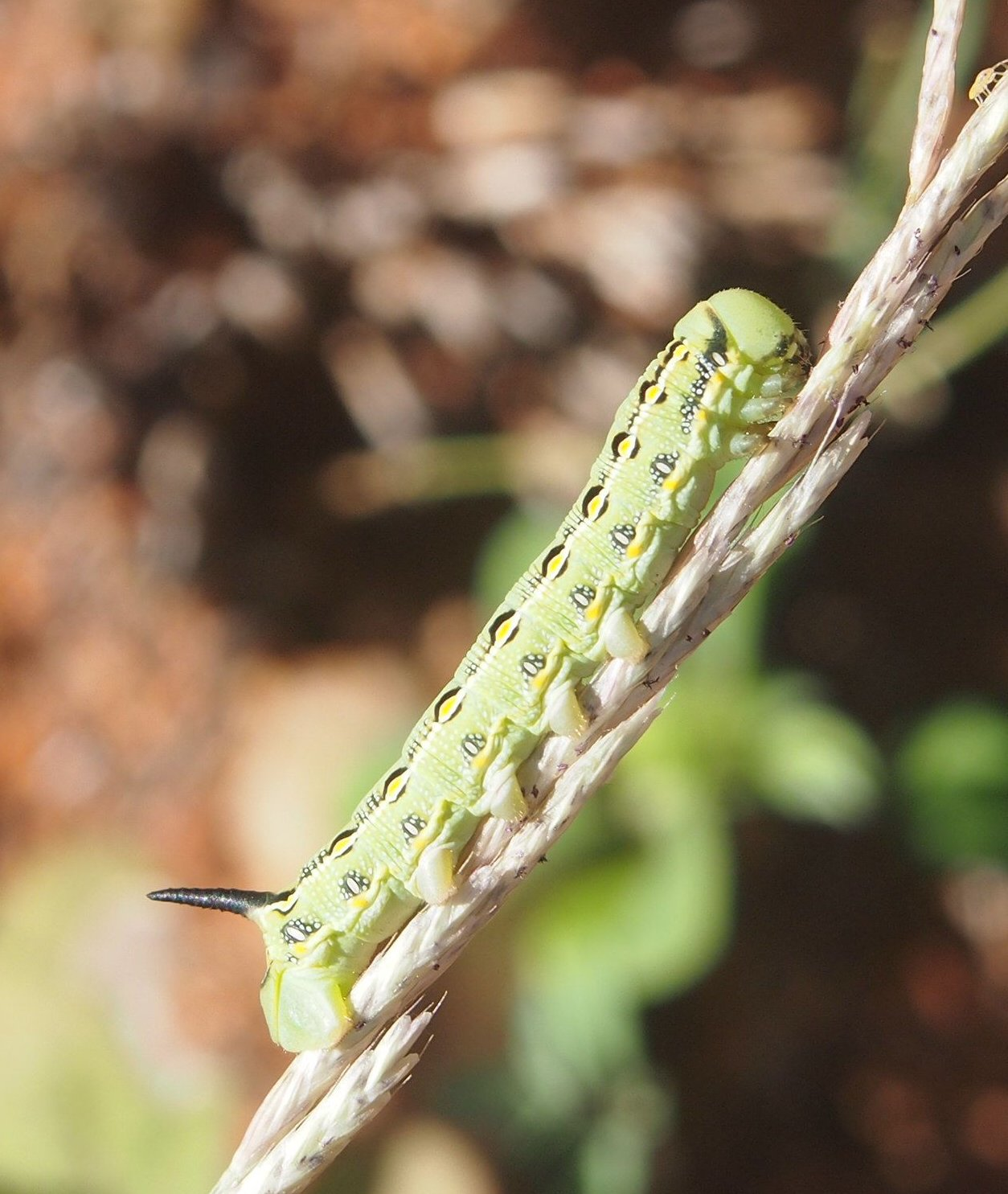
Chenille

## Réparation et habitat
Répartition
L'espèce se trouve dans la Nouvelle-Galles du Sud, le Territoire du Nord, au Queensland, au Victoria et en Australie-Occidentale.

## Biologie
Les chenilles se nourrissent sur le pourpier commun, sur le genre Boerhavia, notamment Boerhavia schomburgkiana et Boerhavia diffusa, mais aussi Vitis vinifera et Tribulus terrestris. Les individus sont grégaires et vivent en grandes colonies.

## Systématique
- L'espèce a été décrite par l'entomologiste australien Thomas Pennington Lucas en 1892, sous le nom initial de Deilephila livornicoides.

### Synonymie
- Deilephila livornicoides Lucas, T.P. 1892 Protonyme
- Hyles linearis T.P. Lucas, 1892
- Phryxus australasiae Tutt, 1904

### Nom vernaculaire
Les chenilles sont connues en Australie sous le nom de Yeperenye Caterpillar.

## Hyles livornicoideset l'Homme
Les larves sont utilisées comme nourriture par les Aborigènes. Ils font jeuner les chenilles un jour ou deux avant de les griller. Les chenilles cuites ont un goût savoureux agréable et peuvent être stockées pendant une longue période.